# اختلال‌های تکاملی خاص
اختلال‌های تکاملی خاص یا اختلال‌های رشدی خاص (به انگلیسی: Specific developmental disorder) به اختصار SDD، طبقه‌ای از اختلال‌ها در سنین اولیهٔ رشد است که در آنها برخی توانایی‌های خاص و محدود به کارکردهای مشخص بدون وجود عللی مانند عقب‌ماندگی ذهنی و درخودماندگی، آن‌چنان‌که باید رشد نمی‌کنند. اختلال‌های رشدی خاص در مقابل اختلال‌های فراگیر رشد قرار دارند که با تأخیر در توسعه چندین کارکرد اساسی از جمله مهارت‌های اجتماعی و ارتباط بر قرار کردن مشخص می‌شوند.

## طبقه‌بندی
دهمین ویرایش طبقه‌بندی آماری بین‌المللی بیماری‌ها و مشکلات سلامت مرتبط (ICD-10) چهار دسته اختلال‌های رشدی را طبقه‌بندی نموده‌است:
1. اختلال‌های رشدی خاص گفتار و زبان
2. اختلال‌های رشدی خاص مهارت‌های تحصیلی
3. اختلال‌های رشدی خاص عملکرد حرکتی
4. اختلال‌های رشد خاص چندگانه

در ویرایش سوم راهنمای تشخیصی و آماری اختلالات روانی (DSM-III)، تفاوت اختلالات رشدی فراگیر (PDD) را با SDD، تفاوت در حوزه تأثیری به گونه ای که در اختلالات رشدی خاص تنها در یک حوزه منفرد تأثیر اختلالات وجود دارد، در حالی که در PDD چندین حوزه عملکردی تحت تأثیر قرار می‌گیرد عنوان نمود.